# Ainara Vera
Ainara Vera est une réalisatrice espagnole née en 1985.

## Biographie
Ainara Vera a étudié le cinéma à l’Université Pompeu-Fabra de Barcelone et travaillé comme assistante du cinéaste russe Victor Kossakovsky.
Son premier long métrage, Polaris, qui a bénéficié du soutien du programme féministe américain Chicken & Egg Pictures, a été présenté au Festival de Cannes 2022 (programmation de l'ACID),.

## Filmographie

### Courts métrages
- 2014 : Sertres
- 2017 : See you tomorrow, God Willing ! (le Prix Anna Politkovskaïa du meilleur film documentaire lui a été décerné en 2018 lors du Festival international de films de femmes de Créteil)[3],[4]

#### Long métrage
- 2022 : Polaris